# Колесов, Дмитрий Васильевич
Дмитрий Васильевич Колесов — советский и российский врач-педиатр, академик РАО (1993).

## Биография
Родился 24 апреля 1936 года в Туле. Окончил 1-й Московский Медицинский Институт имени Сеченова. Кандидат медицинских наук, доктор медицинских наук. Начиная с 1971 года, работал в Институте физиологии детей и подростков Российской академии образования. Руководил Лабораторией развития эндокринной системы. С 1982 года по 1996 год, Дмитрий Васильевич был директором Института возрастной физиологии РАО, где занимался изучением механизмов возрастного развития нейроэндокринной системы человека.